# Diether Haas
Diether Haas (* 20. Januar 1921 in Halle (Saale); † 26. November 2012 Hamburg) war ein deutscher Verwaltungsjurist und Hamburger Staatsrat. Er war von 1966 bis 1984 Hamburger Senatssyndicus, Staatsrat und seit 1996 Träger der Bürgermeister-Stolten-Medaille.

## Leben
Sein begonnenes Studium der Rechtswissenschaft wurde durch seine Teilnahme als Soldat am Zweiten Weltkrieg und die anschließende Kriegsgefangenschaft unterbrochen. 1949 bestand er das 2. juristische Staatsexamen und trat in den Hamburger Staatsdienst ein. Dort war er von 1950 bis 1957 zunächst im Amt für Wiedergutmachung, dann in der Jugendbehörde und zuletzt als Referent im Rechtsamt tätig. 1955 wurde er mit dem Thema „System der öffentlich-rechtlichen Entschädigungspflichten“ promoviert. 1958 wechselte er in die Hamburger Finanzbehörde und wurde dort Leiter der Liegenschaftsverwaltung. 1966 durch Bürgermeister Herbert Weichmann zum Senatssyndicus ernannt (seit 1970 mit der amtlichen Bezeichnung Staatsrat), war Haas als solcher von 1967 bis 1972 für die Behörde für Schule, Jugend und Berufsbildung, 1967 bis 1970 auch für die Kulturbehörde zuständig, wechselte dann aber 1972 als Staatsrat in die Baubehörde. Nach dem Skandal um die Chemische Fabrik Stoltzenberg (Stoltzenberg-Skandal) 1979, der zur Entlassung von Justizsenator Frank Dahrendorf führte und eklatante Mängel im Hamburger Verwaltungshandeln und in den Behörden offenbarte, wurde Haas von Bürgermeister Hans-Ulrich Klose zum Vorsitzenden einer unabhängigen Expertenkommission ernannt, die Vorschläge für eine umfangreiche Verwaltungsreform erarbeitete. Die 1981 in dem daraus resultierenden Gutachten vorgestellten 145 Verbesserungsvorschläge wurden jedoch nie umgesetzt.
Beschlossen wurde aber bereits 1979 einer Statusänderung der Staatsräte, aus denen Politische Beamte wurden. 1982 übernahm Haas unter Bürgermeister Klaus von Dohnanyi schließlich die Leitung der Senatskanzlei.
1984 schied er altersbedingt aus diesem Amt aus.

## Wirken als Verwaltungsjurist und Autor
Seit 1953 veröffentlichte Haas zahlreiche Schriften und Aufsätze zum Verwaltungs- und Verfassungsrecht und war Autor einer vielbeachteten Übersicht über die Hamburger Senatssyndici seit 1945. Nach seiner Pensionierung brachte er 1986 als Herausgeber ein Sammelwerk mit 16 Beiträgen über die Hamburger Hauptkirche Sankt Michaelis (Hamburger Michel) heraus.
Für seine langjährige Senatstätigkeit und seine bundesweite Anerkennung als Verwaltungsjurist erhielt der parteilose Haas 1996 als höchste Hamburger Auszeichnung die Bürgermeister-Stolten-Medaille.
Die letzten Lebensjahre verbrachte Haas mit seiner Frau im evangelischen Seniorenwohnheim der Kirchengemeinde St. Michaelis in Hamburg-Rotherbaum, wo er 2012 mit 91 Jahren verstarb. Sein Grab befindet sich auf dem Friedhof Ohlsdorf. Seine Handakten wurden 1984, 2008 und eine letzte posthum 2020 an das Staatsarchiv Hamburg übergeben.

## Ehrungen
- 1996: Bürgermeister-Stolten-Medaille

## Schriften (Auswahl)
- Abschluss und Ratifikation internationaler Verträge in „Archiv des öffentlichen Rechts“ (AöR), Bd. 39 (1953), 3/4, S. 381–389.
- Freie Entfaltung der Persönlichkeit – Art. 2 Abs. I des Grundgesetzes in „Die Öffentliche Verwaltung“ (DÖV), 1954, S. 70–72.
- System der öffentlich-rechtlichen Entschädigungspflichten, Diss. Karlsruhe 1955.
- Bundesgesetze über Organisation und Verfahren der Landesbehörden in „Archiv des öffentlichen Rechts“, Bd. 41 (1955), 1/2, S. 81–101.
- Die Verfassung der Freien und Hansestadt Hamburg vom 6. Juni 1952 in „Jahrbuch des öffentlichen Rechts der Gegenwart“, Bd. 6 (1957), S. 223–250 (zusammen mit Carl Heinrich Glatz)
- Ausschüsse in der Verwaltung in „Verwaltungsarchiv“, Bd. 49 (1958), S. 14–32.
- Die Entschädigungsvorschriften des Bundesbaugesetzes in „Deutsches Verwaltungsblatt“ (DVBl), Bd. 76 (1961), 9, S. 366–368.
- Die öffentlichen Sachen in „Deutsches Verwaltungsblatt“, Bd. 77 (1962), S. 653–656.
- Die Verwirklichung raumbeeinflussender und raumbeanspruchender Entscheidungen der Landesplanung in  „Verfassungs- und Verwaltungsprobleme der Raumordnung und Landesplanung“, Berlin 1965, S. 109–123.
- Bodenrecht in Hamburg : über Hamburger Stil in den letzten 120 Jahren in Hans Peter Ipsen (Hrsg.): „Hamburger Festschrift für Friedrich Schack zu seinem 80. Geburtstag am 1. Oktober 1966“, Hamburg [u. a.], Metzner 1966, S. 25ff.
- Die Verfassungsentwicklung in Hamburg seit 1957 in „Jahrbuch des öffentlichen Rechte der Gegenwart“, Neue Folge, Bd. 25 (1976), S. 27–52 (zusammen mit Herbert Freitag).
- Hamburger Senatssyndici seit 1945, Hamburg 1977.
- Die Pflicht zur Aktenvorlage bei der Bürgerschaft in Henrich Ackermann (Hrsg.):  „Aus dem Hamburger Rechtsleben : Walter Reimers zum 65. Geburtstag“, Berlin, Duncker & Humblot 1979, S. 321–347.
- Der Turm : Hamburgs Michel ; Gestalt und Geschichte, Selbstverl. d. Vereins Michaelitica an St. Michaelis zu Hamburg 1986 (als Herausgeber; mit Beiträgen von sechzehn Autoren)
- Die Hamburger Neustadt zwischen den Weltkriegen in Diether Haas: „Der Turm : Hamburgs Michel ; Gestalt und Geschichte“, Selbstverl. d. Vereins Michaelitica an St. Michaelis zu Hamburg 1986, S. 205–226.
- Aufgabenplanung-Stadtentwicklungsplanung : Versuch eines Rückblicks am Beispiel Hamburgs in „Gedächtnisschrift für Wolfgang Martens“, Berlin, New York, de Gruyter 1987, 369–391.
- Verwaltungsorganisationsrecht in „Hamburgisches Staats- und Verwaltungsrecht“, Frankfurt am Main, Metzner 1988, S. 91–126.
- Das Syndicat in „Recht und Juristen in Hamburg“, Köln, Heymann Bd. 1. (1994), S. 79–89.